# Cybister distinctus
Cybister distinctus är en skalbaggsart som beskrevs av Régimbart 1878. Cybister distinctus ingår i släktet Cybister och familjen dykare. Inga underarter finns listade i Catalogue of Life.